# Pangio cuneovirgata
 Pangio cuneovirgata és una espècie de peix de la família dels cobítids i de l'ordre dels cipriniformes.

## Morfologia
- Els mascles poden assolir 6 cm de llargària total.[5]

## Hàbitat
Viu en zones de clima tropical.

## Distribució geogràfica
Es troba a la península de Malaca (des de Narathiwat a Tailàndia fins a Johor a Malàisia), Sumatra i Java Occidental (Indonèsia).